# Лавлане
Лавлане́ (фр. Lavelanet) — коммуна во Франции, находится в регионе Юг — Пиренеи. Департамент коммуны — Арьеж. Административный центр кантона Лавлане. Округ коммуны — Фуа.
Код INSEE коммуны — 09160.

## Население
Население коммуны на 2008 год составляло 6747 человек.
| 1962 | 1968 | 1975 | 1982 | 1990 | 1999 | 2008 |
| ---- | ---- | ---- | ---- | ---- | ---- | ---- |
| 7648 | 8630 | 9346 | 8368 | 7740 | 6872 | 6747 |

## Экономика
В 2007 году среди 3916 человек в трудоспособном возрасте (15—64 лет) 2574 были экономически активными, 1342 — неактивными (показатель активности — 65,7 %, в 1999 году было 64,5 %). Из 2574 активных работали 1954 человека (1090 мужчин и 864 женщины), безработных было 620 (280 мужчин и 340 женщин). Среди 1342 неактивных 386 человек были учащимися или студентами, 383 — пенсионерами, 573 были неактивными по другим причинам.

## Фотогалерея

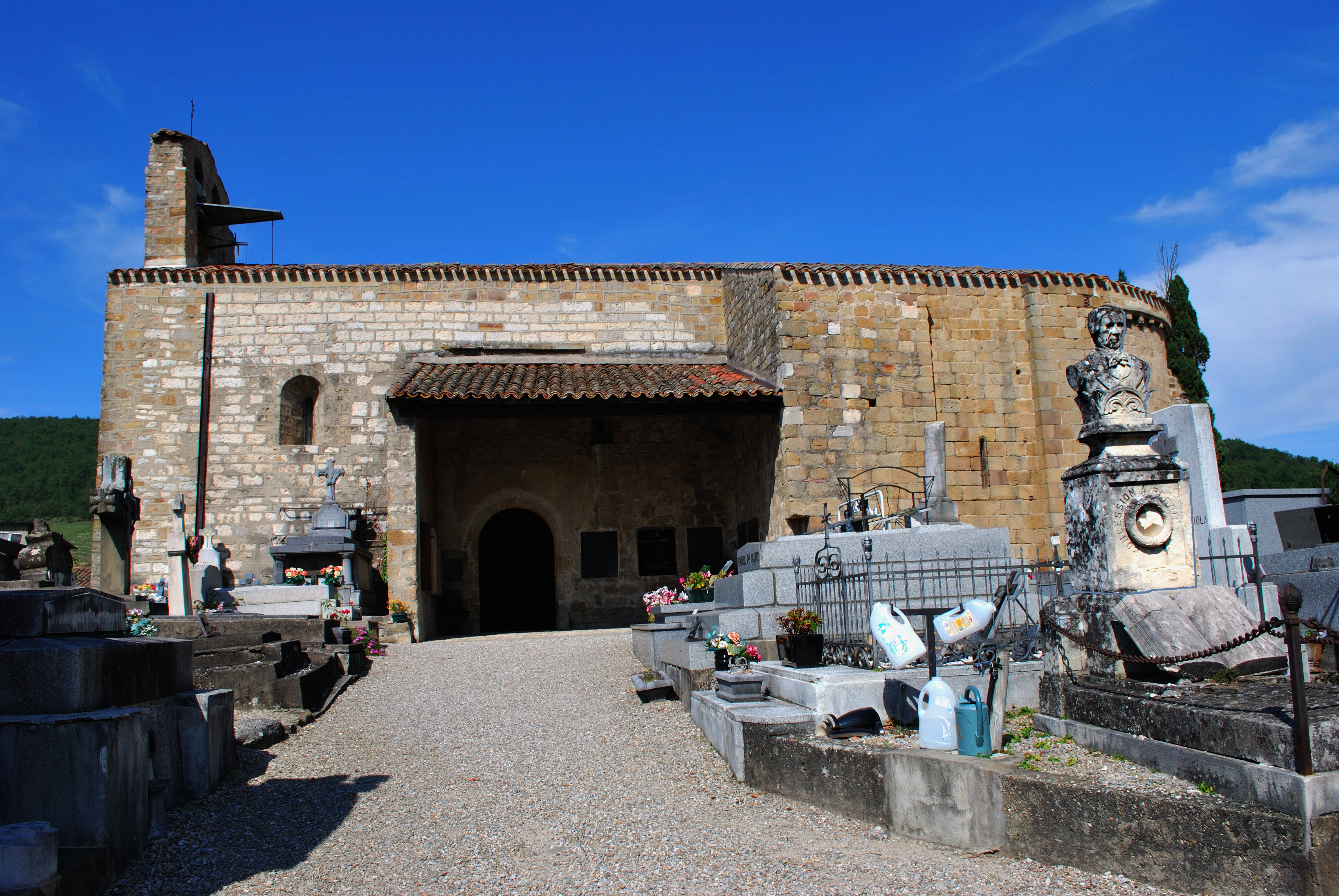
Часовня Сен-Сернен-де-Бенса
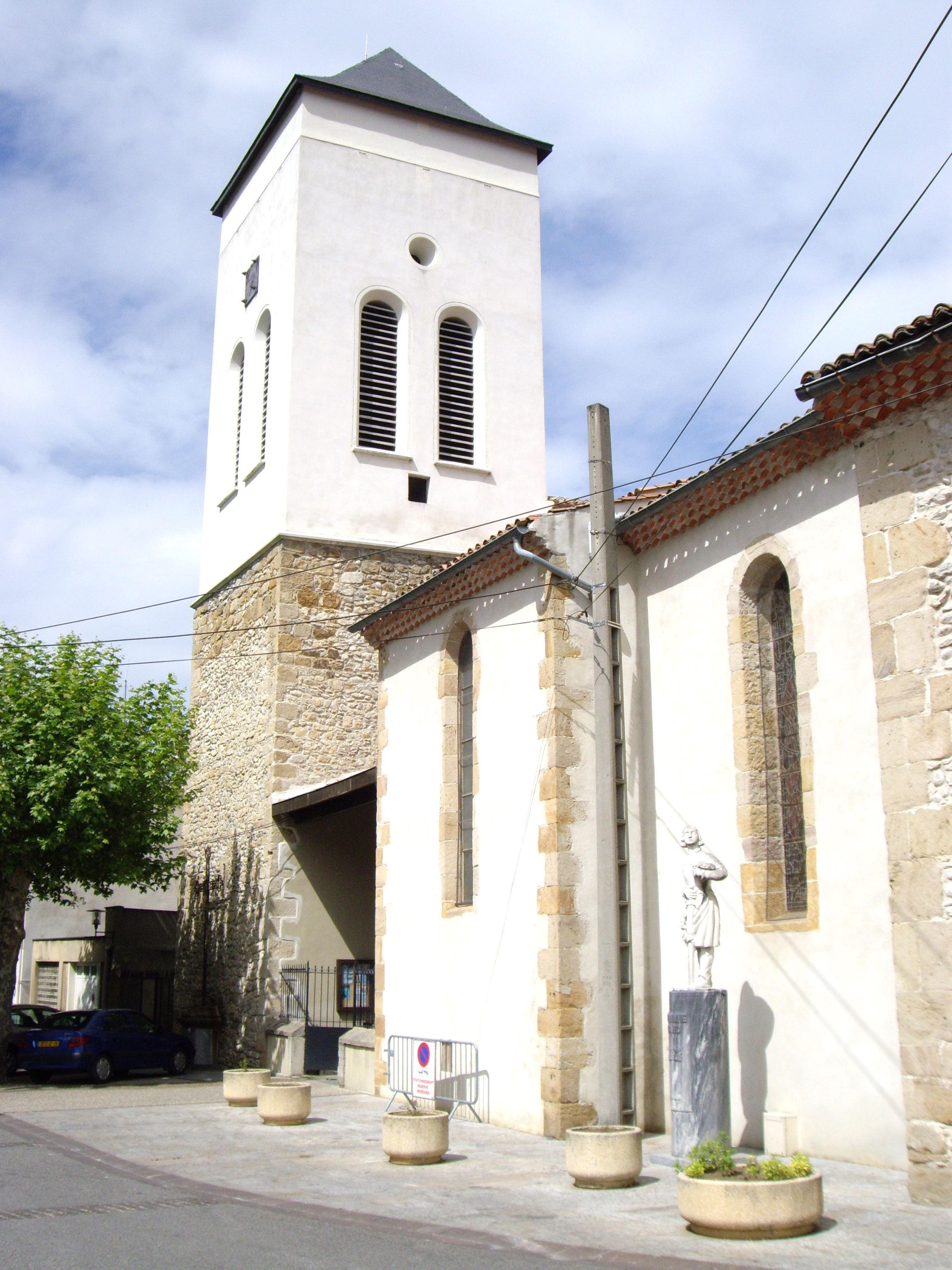
Церковь Notre-Dame-de-l'Assomption
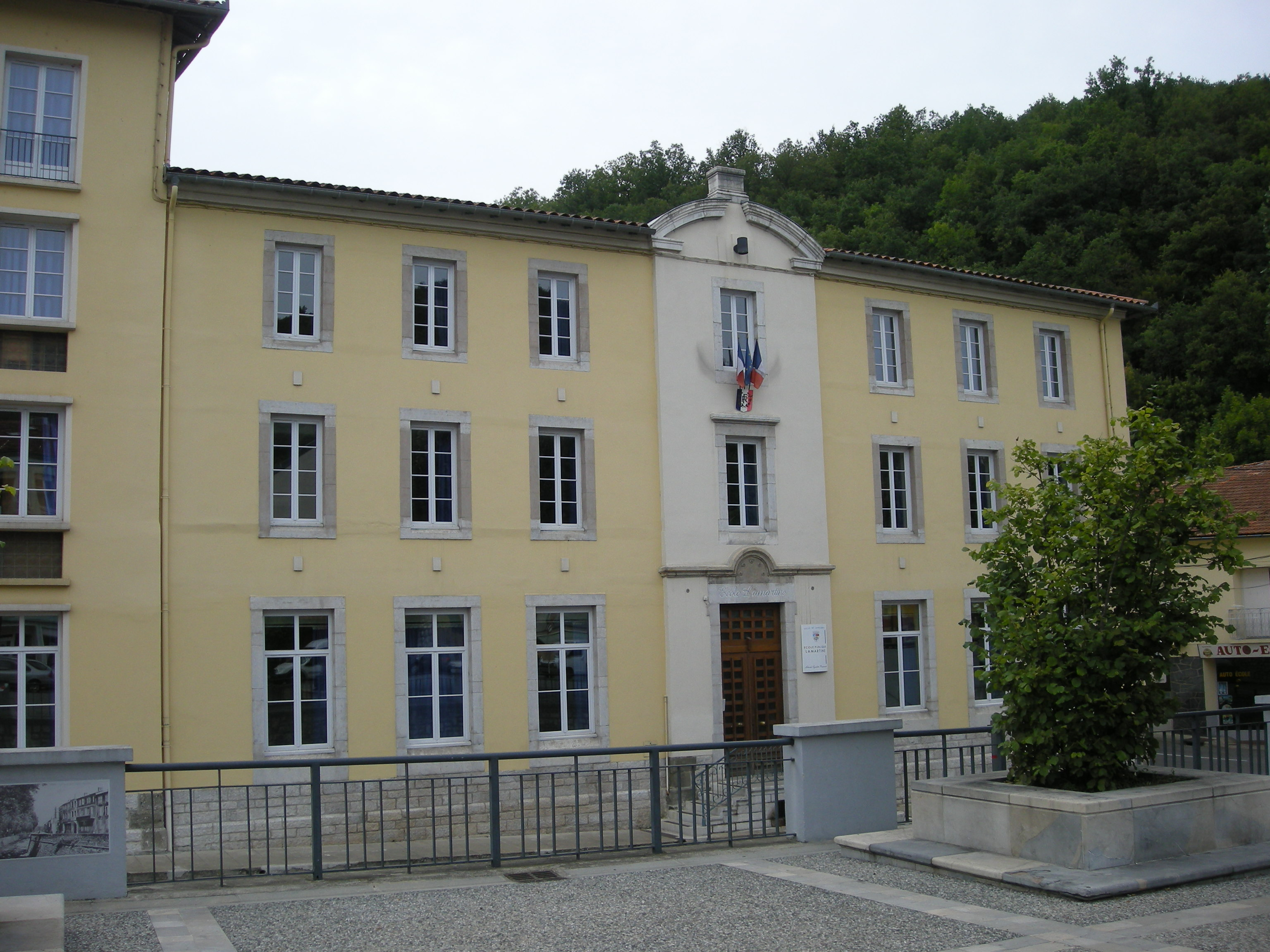
Школа
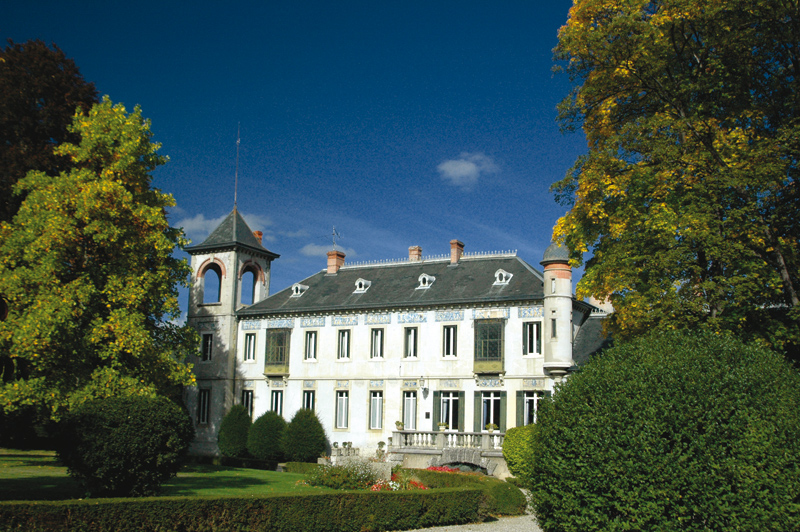
Мэрия